# لودفيج كرويل
لودفيج كرويل (20 مارس 1892 - 25 سبتمبر 1958) كان جنرالًا في الجيش الألماني خدم في الفيلق الأفريقي في ألمانيا النازية خلال الحرب العالمية الثانية. وقد حصل على وسام الفارس الصليبي الحديدي بأوراق البلوط. استسلم كرويل للقوات البريطانية في 29 مايو 1942 وتم اعتقاله في ترينت بارك، المعسكر البريطاني لأسرى الحرب رفيعي المستوى حيث كانت محادثاته خاضعة للمراقبة السرية.

## مسار مهني مسار وظيفي
أصبح كرول قائد الفرقة البانزر الحادية عشرة في أغسطس 1940 وقادها خلال غزو يوغوسلافيا. حصل على وسام الفارس الصليبي الحديدي بعد ذلك. ثم شاركت الفرقة في عملية بربروسا. تمت ترقيته إلى جينيرال لوتنانت وحصل على وسام الفارس الصليبي الحديدي بأوراق البلوط.

## الجوائز
- الصليب الحديدي (1914) الدرجة الثانية (20 سبتمبر 1914) والدرجة الأولى (17 سبتمبر 1916) [1]
- مشبك الصليب الحديدي (1939) الدرجة الثانية والأولى الدرجة الثانية (22 مايو 1940) والدرجة الأولى (6 يونيو 1940)
- وسام الفارس الصليبي الحديدي بأوراق البلوط
  - صليب الفارس في 14 مايو 1941 كجنرال الرائد وقائد 11. قسم بانزر [2]
  - 34th بأوراق البلوط في 1 سبتمبر 1941 باعتباره جينيرال لوتنانت وقائد 11. قسم بانزر

## روابط خارجية
- جنود Bugging Hitler - نسخة من برنامج PBS ، بما في ذلك الاقتباسات من Crüwell
- "Rommel: Dieser Räuberhauptmann!". Der Spiegel (بالألمانية). Vol. 49. 1976. Archived from the original on 2019-04-17. Retrieved 2013-07-04.

| مناصب عسكرية    | مناصب عسكرية                | مناصب عسكرية    |
| --------------- | --------------------------- | --------------- |
| سبقه {{{سبقه}}} | {{{العنوان}}} {{{الأعوام}}} | تبعه {{{تبعه}}} |
| سبقه {{{سبقه}}} | {{{العنوان}}} {{{الأعوام}}} | تبعه {{{تبعه}}} |
| سبقه {{{سبقه}}} | {{{العنوان}}} {{{الأعوام}}} | تبعه {{{تبعه}}} |